# 몬테로사 둘레길

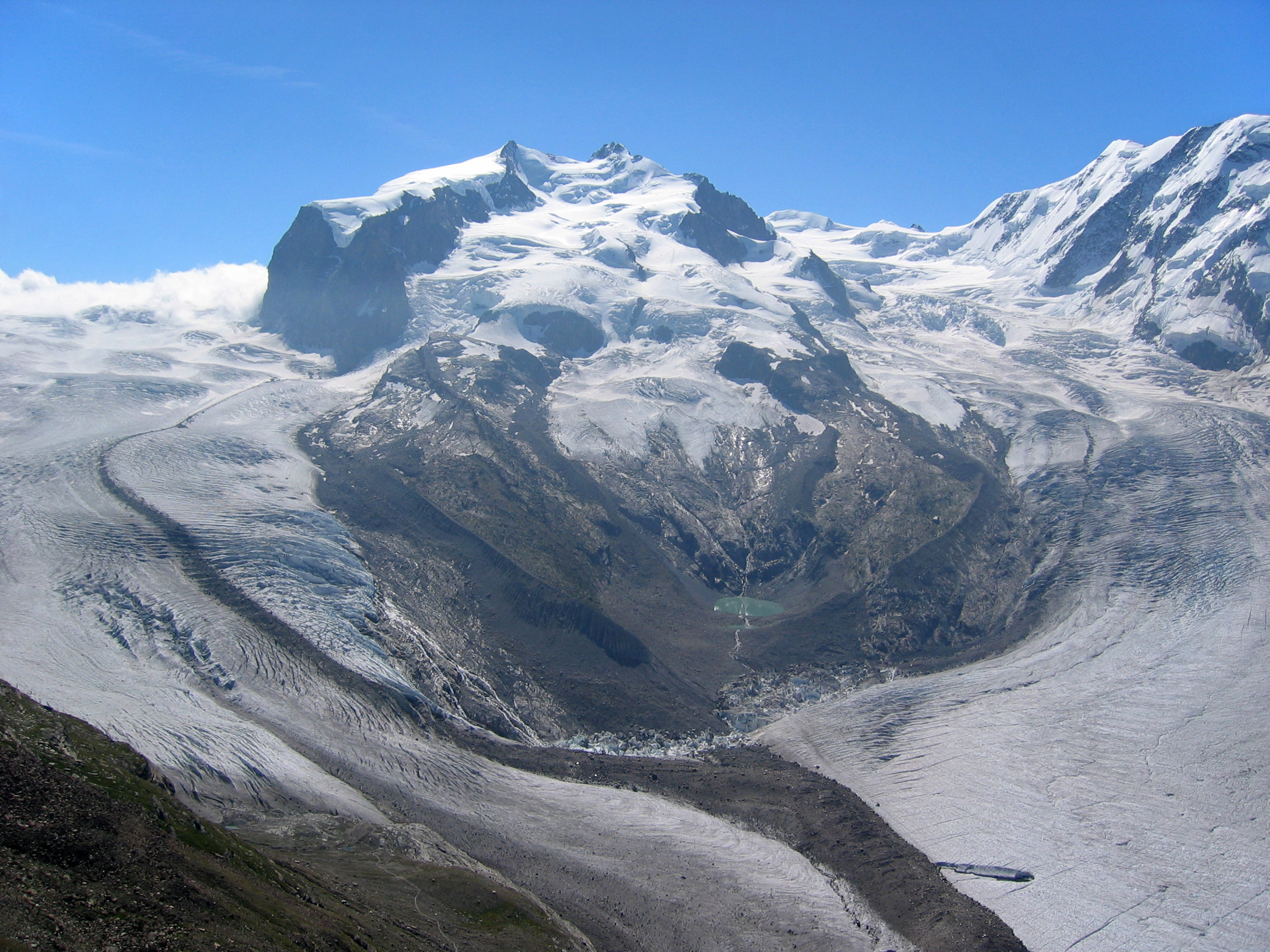
두포우르슈피츠가 있는 몬테로사 대산괴의 전망

몬테로사 둘레길은 몬테로사(4634m) 주변의 스위스와 이탈리아 알프스를 가로지르는 순환 하이킹 코스이다. 투어는 또한 미샤벨 산맥의 돔산 (4,545m)을 둘러싸고 있다.
일반적인 야간 정박지는 다음과 같다.
- 체르마트
- 테오둘 고개 (최고봉: 3,301m )
- 아야스 계곡의 생자크
- 그레소니-라-트리니테
- 알라냐 발세시아
- 마쿠나가-슈타파
- 자스-페
- 그레헨
- 유로파 산장

자스-페에서 그레헨까지의 구간은 발프린 회헨베크 또는 ‘높은 길’로 알려져 있다.
그레헨에서 체르마트까지는 유로파베크를 따라 있으며 유로파 산장을 지나간다.